# Die Rebellin (2012)
Die Rebellin (Originaltitel: Rebelle / War Witch) ist ein franko-kanadischer Spielfilm von Kim Nguyen aus dem Jahr 2012. Er verfolgt den Weg einer afrikanischen Kindersoldatin.

## Handlung
Die 14-jährige Komona erzählt ihrem ungeborenen Kind von ihren letzten zwei Jahren: Im Alter von 12 Jahren wird Komona mit neun anderen Kindern von den Rebellen des Tigre Royal („Großer Tiger“) in den afrikanischen Dschungel entführt. Bevor sie ihr Dorf verlässt, zwingen die Rebellen sie, ihre eigenen Eltern zu töten. Deren Geister verfolgen sie seither und fordern sie auf, sie beizusetzen. Im Dschungel wird Komona mit den anderen Kindern im Kampf unterrichtet und mit Waffen versorgt. Komona macht dabei die Begegnung mit einem von Albinismus betroffenen Mitkämpfer, der für den Tigre Royal als Zauberer arbeitet und daher nur Magicien genannt wird. Als Komona später mit den Rebellen auf Regierungssoldaten trifft, erkennt sie früher als alle anderen, dass sie angegriffen werden. Sie überlebt als einziges Kind ihres Dorfes. Komona gilt nun als Hexe, die besondere Fähigkeiten hat. In der Folgezeit kann sie die Gruppe immer wieder vor Gefahr warnen, sodass sie im Alter von 13 Jahren als Kriegshexe hohe Verehrung erfährt und dem Tigre Royal persönlich vorgestellt wird. Sie erhält von ihm ein Gewehr mit angeblich magischen Kräften. Da sie nun als Hexe des Tigre Royal unter seinem persönlichen Schutz steht, darf sie auch nicht mehr von den Soldaten angegriffen werden, die andernfalls ihr Leben riskieren würden.
Da Tigre Royal in der Vergangenheit bereits drei Vorgängerinnen Komonas getötet hat und nach Belieben über Leben und Tod seiner Soldaten entscheidet, überredet der in Komona verliebte Magicien sie zu fliehen. Er will sie heiraten, doch stellt Komona als Bedingung, dass er ihr einen seltenen weißen Hahn besorgen muss. Nach einiger Zeit ist Magicien erfolgreich. Beide begeben sich als Ehepaar zu Magiciens Onkel, genannt Le Boucher (der Fleischer), da er Tiere zerlegt. Komona und Magicien leben und arbeiten im Haushalt von Onkel Boucher, dessen restliche Familie von den Rebellen getötet wurde. Eines Tages erscheinen die Männer vom Tigre Royal und wollen Komona als Kriegshexe zurückholen. Magicien verteidigt seine Frau und wird vom Kommandanten getötet, da Komona sich weigert, ihn zu erschießen. Komona wird verschleppt. Im Alter von 14 Jahren wird sie zur Liebhaberin des Kommandanten gemacht. Bald ist sie von ihm schwanger und tötet ihn eines Nachts. Sie flieht und gelangt über Umwege zu Onkel Boucher zurück. Obwohl er sie wie eine Tochter in seine Familie aufnimmt, quälen Komona Alpträume über ihre Eltern und ihre Zeit als Soldatin. Als sie im Wahn mal wieder eine andere Frau angreift, flieht sie ins Dorf ihrer Eltern. Unterwegs bringt sie ihren Sohn zur Welt. Im Heimatdorf findet sie keine Leichen vor und begräbt stattdessen ihre Eltern symbolisch. Man sieht, wie die Geister der Eltern sich entfernen. Mit ihrem Kind, das sie nach ihrem Mann Magicien nennen will, begibt sie sich zurück zum Dorf des Onkels; unterwegs hält ein Lastwagen und nimmt sie wie viele andere ein Stück des Weges mit.

## Produktion
Regisseur Nguyen arbeitete rund zehn Jahre am Drehbuch, wobei er vor Ort im Kongo recherchierte und auch mit humanitären Hilfsorganisationen zusammenarbeitete. Rebelle wurde an Originalschauplätzen im Kongo, darunter in Kinshasa, gedreht. Es war der zweite Film in 20 Jahren, der im Kongo gedreht wurde. Als Darstellerin der Komona wurde die junge Laiendarstellerin Rachel Mwanza ausgewählt, die zum Zeitpunkt des Castings als Straßenkind in Kinshasa lebte und weder lesen noch schreiben konnte. Mwanza, die von ihrer Familie verstoßen worden war, bezeichnete im Nachhinein die Filmcrew als ihre neue Familie. Die Kostüme schuf Eric Poirier, die Filmbauten stammten von Emmanuel Frechette. Erzählerin des Films ist Diane Uwamahoro.
Rebelle erlebte am 17. Februar 2012 auf der Berlinale 2012 seine Weltpremiere.

## Kritiken
Der Tagesspiegel lobte, dass der Film „nie der Versuchung der Sentimentalität erliegt […] Seine Sprödigkeit ist seine Schönheit.“ Rebelle habe sich als „geradezu großartig herausgestellt, sehr einleuchtend und sehr bewegend. Ein Film mit einer direkten, anrührenden Dramaturgie, aber keineswegs auf der Suche nach übersichtlichen Botschaften“, lobte die Tageszeitung. Durch die Besetzung mit Laiendarstellern erhalte der Film „viel dokumentarische Wucht […] und [werfe] ein Schlaglicht auf die schier unmenschlichen Herausforderungen …, mit denen sich Kinder im Chaos instabiler afrikanischer Staaten konfrontiert sehen“, befand Spiegel Online.
Peter Uehling kritisierte in der Frankfurter Rundschau die inhaltliche und formale Unentschlossenheit des Films: „Durch erzählerische Kniffe werden die Stränge verbunden; angesichts des lakonischen Tons wirken sie aber genau so: wie gewöhnliche Kniffe. Rebelle ist voller Grausamkeiten, er erspart dem Zuschauer nichts. Nicht einmal die Frage, wieso er sich das eigentlich ansehen soll.“
Der Filmdienst zeigt sich vom Spiel der Hauptdarstellerin des „Drama[s] mit surrealen Elementen“ sowie der „furiosen Tongestaltung“ beeindruckt.

## Auszeichnungen
Auf der Berlinale 2012 wurde Rebelle für einen Goldenen Bären nominiert. Rachel Mwanza gewann den Silbernen Bären als Beste Darstellerin. Nicolas Bolduc wurde auf dem polnischen Filmfestival Camerimage mit dem Goldenen Frosch ausgezeichnet. Auf dem Tribeca Film Festival wurde Rachel Mwanza mit dem Preis als Beste Schauspielerin ausgezeichnet; Kim Nguyen erhielt den Preis für den Besten Spielfilm. Bei den Satellite Awards 2012 war Rebelle für den Preis als Bester fremdsprachiger Film nominiert. Das National Board of Review nahm Rebelle in die Top 5 der fremdsprachigen Filme des Jahres auf.
Rebelle wurde 2013 für einen Oscar in der Kategorie Bester fremdsprachiger Film nominiert. Der Film gewann 2013 zehn Canadian Screen Awards und war für zwei weitere Preise nominiert; zudem war er im gleichen Jahr beim kanadischen Filmpreis Prix Jutra in zehn Kategorien nominiert, wovon er in acht gewann. Die Directors Guild of Canada zeichnete Rebelle mit dem DGC Craft Award für das Beste Produktionsdesign aus.